# Haute-Alsace
Pour les articles homonymes, voir Alsace (homonymie).

Drapeau de la Haute-Alsace

Blason de Haute-Alsace

Le drapeau de l'Alsace, il reprend les six couronnes sur fond rouge du drapeau de Haute-Alsace

La Haute-Alsace (Owerelsass en alsacien, Oberelsass en allemand, qui signifie littéralement le Haut pays de l'Ill) est la partie méridionale de l'Alsace, correspondant à peu près aux départements actuels du Haut-Rhin et du Territoire de Belfort. C'est, avec la Basse-Alsace et la République de Mulhouse (qui formait une enclave en Haute-Alsace jusqu'à sa réunion), une des subdivisions de la Région historique d'Alsace. C'est sur territoire précité qu'est situé le point culminant de la Région Grand Est (Alsace-Champagne-Ardenne-Lorraine), le Grand Ballon, qui offre un panorama sur six pays.
Les termes Haute et Basse-Alsace ne traduisent aucune notion de valeur, ils doivent être considérés selon un point de vue géographique, suivant le cours de l'Ill qui a donné son nom à la région (Elsass, soit approximativement Pays de l'Ill). Dans les milieux socio-économiques et commerciaux cette appellation n'est plus usitée, qui a été remplacée par 2  nouvelles divisions démo-géographiques jugées plus pertinentes , le Centre-Alsace (focalisée autour de la région Colmar/Sélestat)  et le Sud-Alsace (autour de Mulhouse jusqu'à Rouffach et Saint-Louis) qui correspondent sensiblement aux zones des  bassins d'emplois respectifs, tels que définis par l'Insee, le Sud-Alsace regroupant à lui seul les deux tiers de l'activité et la population du Haut-Rhin.      
La version allemande, Oberelsass, est encore parfois utilisée de nos jours par les Allemands et les Suisses pour désigner le département du Haut-Rhin.
Ce nom a été utilisé dès l'époque du Saint-Empire romain germanique et sous l'Ancien Régime entre 1648 et 1789. La Haute-Alsace désignait alors la partie de l'Alsace relevant du diocèse de Bâle et de l'archidiocèse de Besançon, réputé correspondre à l'antique province romaine de Grande-Séquanaise (en latin : Maxima Sequanorum) ; la Basse-Alsace, la partie de l'Alsace relevant du diocèse de Strasbourg et de l'archidiocèse de Mayence, réputé correspondre à l'antique province romaine de Germanie première (en latin : Germania prima).
La République de Mulhouse, ville libre alliée aux cantons suisses, n'en fait alors pas partie.
Sous l'Empire allemand, lors de l'intégration de l'Alsace-Lorraine de 1870 à 1918, la Haute-Alsace (Oberelsass) est le nom du district (Bezirke) correspondant à l'actuel département du Haut-Rhin. Son chef-lieu est Colmar ; à sa tête se trouve un Bezirkspräsident, équivalent du préfet français. 
Villes principales de cet espace géographique :
- Belfort (55 000 habitants), actuelle préfecture du Territoire de Belfort;
- Colmar (67 000 habitants), actuelle préfecture du Haut-Rhin et agglomération principale du Centre-Alsace (Sélestat à Colmar ex Rouffach mais faisant désormais partie du bassin Insee de Mulhouse
- Mulhouse (110 000 habitants), agglomération principale du Sud-Alsace, et selon les données EPCI la 3e unité urbaine du Grand Est et du quart N/E de la France ( + Bourgogne + Franche Comté), > 260 000 h (seuil Maptam requis, 250 000 h). En  1798, la République de Mulhouse, enclavée en Haute-Alsace, vote sa réunion à la France.

Le drapeau de la Haute-Alsace est rouge barré de jaune et orné de part et d'autre de la barre de trois couronnes jaunes (blasonnement : De gueules à la bande d'or accompagnée de six couronnes du même, trois en chef et trois renversées en pointe). Son union avec le drapeau de la Basse-Alsace constitue le drapeau de la région Alsace.

## Histoire
La Haute-Alsace est officiellement annexée par le Royaume de France en 1648 par les traités de Westphalie.

## Situation actuelle
Le terme de Haute-Alsace est parfois utilisé pour désigner le département du Haut-Rhin, notamment dans le nom retenu pour son université, sans que cet espace historique corresponde exactement au département actuel. Autre signe, le centre hospitalier de Mulhouse GIR a préféré le suffixe Sud Alsace, il s'agit que d'un exemple parmi une multitude d'autres qui montre toutefois bien la tendance.